# G・D・スプラドリン
G・D・スプラドリン（本名：Gervase Duan Spradlin 1920年8月31日 - 2011年7月24日）は、アメリカ合衆国の俳優。
弁護士、実業家、政治家を経て、44歳から俳優となった。

## 来歴
オクラホマ州ポールズ・ヴァレーで教師の両親のもとに生まれる。第二次世界大戦中、在学していたオクラホマ大学を休学してアメリカ陸軍航空軍に入隊、中国に配属された。
終戦後に復学し、1948年に法学の学位を取得、ベネズエラでフィリップス石油会社の顧問弁護士となる。1951年、オクラホマ州に戻り、独立系石油会社の役員となる。1960年、ジョン・F・ケネディが大統領選挙に出馬した際、彼を支持する活動を行った。
1964年、オクラホマ州の地方劇場に入り、俳優活動を始める。注目を集めたのは、『ゴッドファーザー PART II』でコルレオーネ・ファミリーの“操り人形”となるパット・ギアリー上院議員役である。他にも、『地獄の黙示録』でカーツ大佐（マーロン・ブランド）の暗殺をウィラード大尉（マーティン・シーン）に命じる将軍役など、権力者の役を多く演じた。1999年に引退。
2011年7月24日、隠居していたカリフォルニア州サンルイスオビスポの牧場で死去。90歳。

## 主な出演作品
| 公開年 | 邦題 原題                                          | 役名                       | 備考                               |
| ------ | -------------------------------------------------- | -------------------------- | ---------------------------------- |
| 1969   | ウィル・ペニー Willy Penny                         | ハワード                   |                                    |
| 1969   | ナンバーワン物語 Number One                        | トライスター               |                                    |
| 1970   | 砂丘 Zabriskie Point                               | リーの友人                 |                                    |
| 1970   | トラ・トラ・トラ! Tora! Tora! Tora!                | モーリス・E・カーツ中佐    |                                    |
| 1970   | モンテ・ウォルシュ Monte Walsh                     | ハル・ヘンダーソン         |                                    |
| 1971   | さらば荒野 The Hunting Party                       | サム                       |                                    |
| 1974   | ゴッドファーザー PART II The Godfather Part II     | パット・ギアリー議員       |                                    |
| 1977   | ワン・オン・ワン One on One                        | モーランド・スミス         |                                    |
| 1977   | マッカーサー MacArthur                             | ロバート・アイケルバーガー |                                    |
| 1977   | 刑事コロンボ COLUMBO                               | マーティン・ハモンド       | 死者のメッセージ／TRY AND CATCH ME |
| 1978   | 人喰いベンガル Maneaters Are Loose!                | ゴードン                   | テレビ映画                         |
| 1979   | 地獄の黙示録 Apocalypse Now                        | コーマン将軍               |                                    |
| 1979   | ノース・ダラス40 North Dallas Forty                | B・A                       |                                    |
| 1980   | ジェネシスを追え The Formula                       | アーサー・クレメンツ       |                                    |
| 1982   | シークレット・レンズ Wrong Is Right                | Philindros                 |                                    |
| 1983   | 影の私刑 The Lords of Discipline                   | ベントレー・ダレル         |                                    |
| 1984   | ミスター・タンク Tank                              | サイラス                   |                                    |
| 1986   | 安息の地 Resting Place                             | サム・ジェニングス         | テレビ映画                         |
| 1989   | ローズ家の戦争 The War of the Roses                | ハリー                     |                                    |
| 1992   | イントルーダーズ/第四の遭遇 Intruders              | ハンレー                   | テレビ映画                         |
| 1994   | 恐竜小僧/ ジュラシック・ボーイ Clifford            | パーカー・デイヴィス       |                                    |
| 1994   | エド・ウッド Ed Wood                               | レモン神父                 |                                    |
| 1995   | ジョン・キャンディの大進撃 Canadian Bacon          | R・J・ハッカー             |                                    |
| 1995   | ニック・オブ・タイム Nick of Time                  | 謎の男                     |                                    |
| 1996   | ロング・キス・グッドナイト The Long Kiss Goodnight | 大統領                     |                                    |
| 1999   | キルスティン・ダンストの大統領に気をつけろ! Dick   | ベン                       |                                    |